# Albert Leo Schlageter

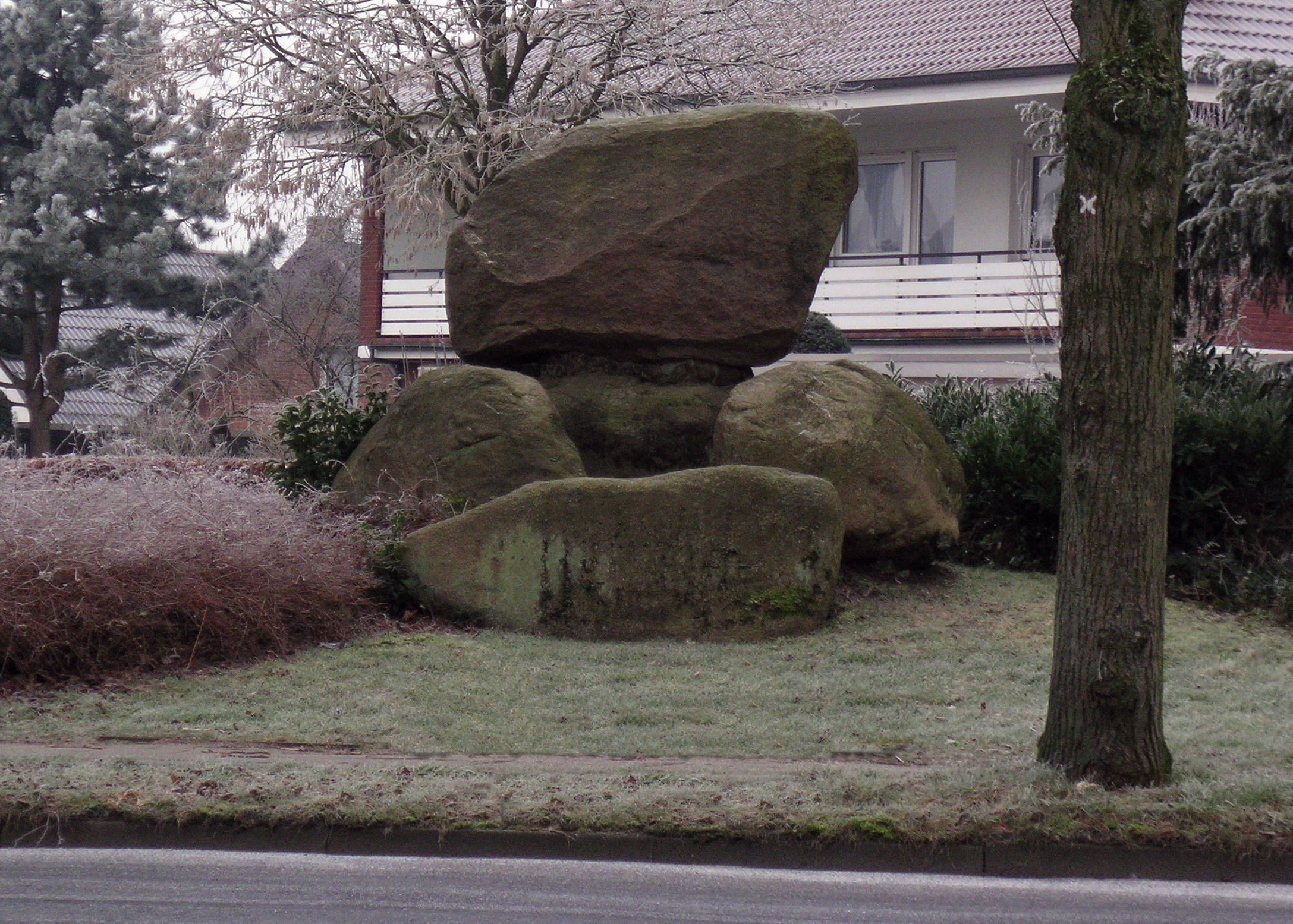
Monumento de Albert Leo Schlageter en Billerbeck.

Albert Leo Schlageter (Schönau en la Selva Negra, 12 de agosto de 1894-Golzheim, 26 de mayo de 1923) fue miembro de los freikorps alemanes (fuerza voluntaria paramilitar) y se le consideró un mártir de la causa nazi.

## Biografía
Nació en una familia de estricta fe católica. Durante la Primera Guerra Mundial fue obrero militar voluntario. Por su participación en diversas batallas (Ypres, Somme, Verdun) fue ascendido a teniente segundo y tras la guerra se interesó por las ciencias políticas y se unió a una organización católica de derechas y posteriormente a los freikorps, tomando parte en el golpe de Kapp y otros enfrentamientos contra facciones comunistas. En 1922 su freikorp se fusiona con el partido nazi. En 1923 forma una patrulla de combate con el objeto de cometer actos de sabotaje en la cuenca del Ruhr ocupada por Francia como represalia por el impago de indemnizaciones de guerra. Logró hacer descarrilar varios trenes con suministros pero el 7 de abril de ese año es detenido probablemente como resultado de una traición entre sus propios hombres y un mes después es condenado a muerte y ejecutado. Walter Kadow, su supuesto delator fue asesinado poco después por Rudolf Hoss con la ayuda de Martin Bormann. Hoss fue condenado a diez años de prisión de los que solo cumplió cuatro y Bormann a uno.

## Mártir del nazismo
Tras su muerte se estableció una sociedad para preservar su memoria, que consiguió en 1933 erigir un monumento cerca del lugar de su ejecución consistente en una enorme cruz entre círculos de piedra. Este fue destruido por las fuerzas de ocupación aliadas tras la Segunda Guerra Mundial. El partido nazi promovió conmemoraciones de su ejecución cada aniversario de su muerte. Hanns Johst, el dramaturgo "oficial" del nazismo escribió una obra teatral titulada Schlageter que fue estrenada con gran pompa el 20 de agosto de 1933 con motivo del cumpleaños de Hitler y con presencia de este. Esta obra contiene la célebre frase "Wenn ich Kultur höre ... entsichere ich meinen Browning,", "en cuanto oigo hablar de cultura le quito el seguro a mi browning". 
Entre otros reconocimientos concedidos por el régimen nazi, se le dio el nombre de Schlageter a varias unidades militares y a un navío de guerra.
- Datos: Q62619
- Multimedia: Albert Leo Schlageter / Q62619